# RocketDock
RocketDock és un programa informàtic dissenyat per a Windows 2000 o superior, aportant una barra de tasques semblant a la que tenen els usuaris del sistema operatiu d'Apple Inc. És un programa freeware creat per Punk Software. Mostra dreceres a programes i miniatures de les finestres minimitzades a l'estil Mac OS X, incloent miniatures animades en el Windows Vista.

## Descripció
Les miniatures de finestres minimitzades (actualitzades en viu) com a la barra de tasques del Mac OS X, mostrades per RocketDock, són compatibles amb els "temes" de MobyDock, ObjectDock, RK Launcher i Y'z Dock , i l'API Docklet oberta al públic, és totalment compatible amb la Stardock ObjectDock, ja que es va crear a partir d'ella.
La galeria RocketDock tenia una comunitat molt activa on els usuaris podien carregar i compartir màscares, icones, Docklets, fons de pantalla i altres recursos de personalització per a l'aplicació. Tot i així, PunkLabs va tancar la galeria RocketDock el 6 d'agost del 2018. En visitar l'enllaç ara redirigeix al lloc oficial dels desenvolupadors de RocketDock, on es pot descarregar l'aplicació.

## Característiques
Les principals característiques són:
- Minimitzar finestres a la barra
- Visualització de les finestres en temps real (Només Windows Vista)
- Funció "Drag-n-drop"
- Animació de les icones (zoom i transició suau)
- Opcions de posició
- Customitzable al 100%
- Totalment portable
- Suporta la barra de tasques ObjectDock
- Compatible amb temes de MobyDock, ObjectDock, RK Launcher i Y'z
- Funciona perfectament en ordinadors lents
- Suporta múltiples idiomes

## Requisits mínims
- Windows 2000, XP, Windows Vista, Windows 7, Windows 8, Windows 8.1, Windows 10, Windows 11 i/o versions posteriors.[1]
- Processador de 500 MHz o superior.
- 10 MB de memòria RAM lliures.

## Programes similars
Hi ha altres programes que ofereixen característiques semblants com ara:
- ObjectDock
- XWindows Dock
- Y'z Dock
- RK Launcher